# Geison

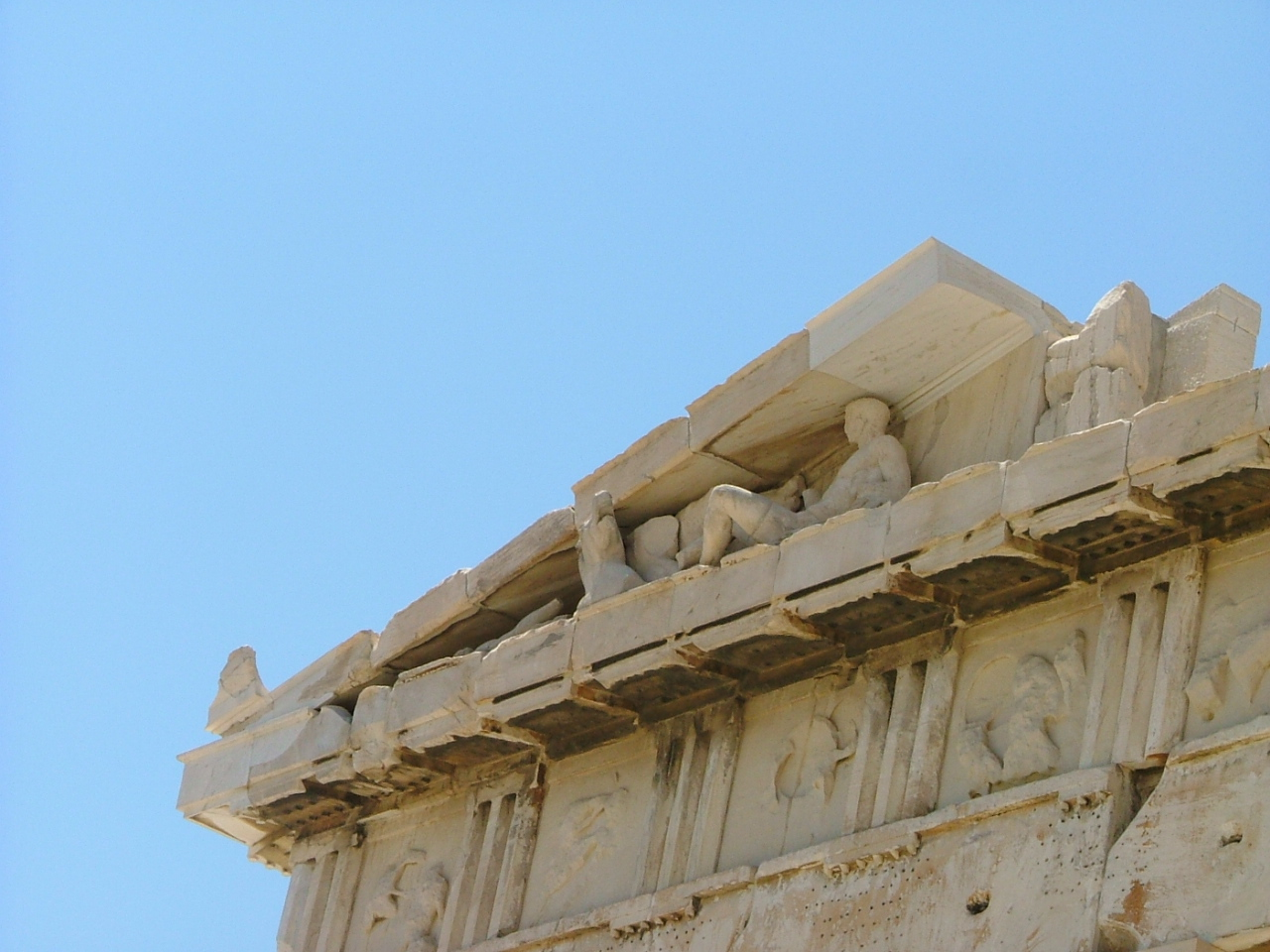
El geison es la cornisa que corona el friso.

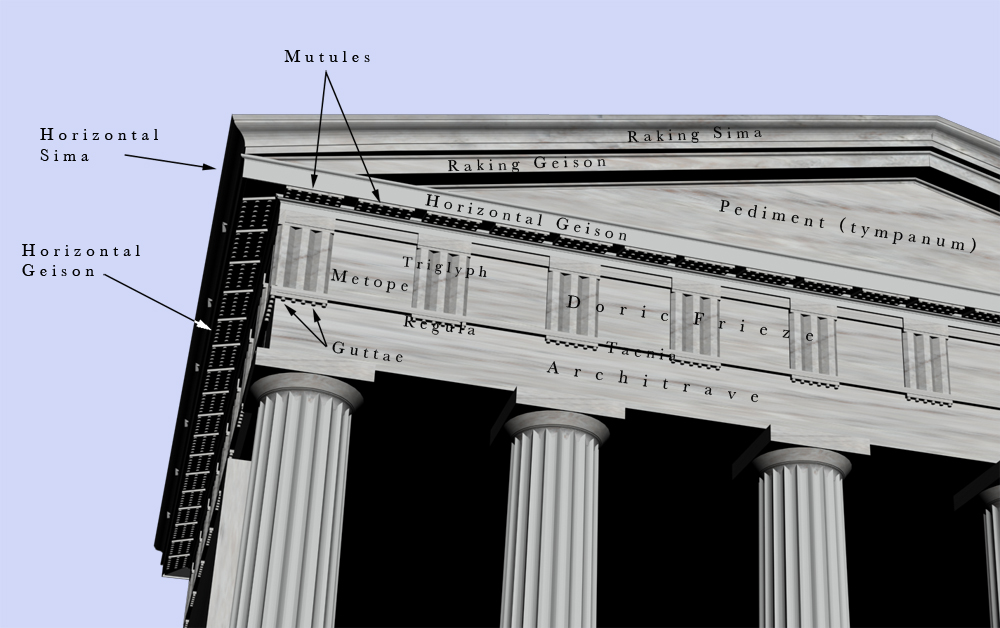
Entablamento en el orden dórico.

El geison (palabra proveniente del griego γεῖσον; plural: geisa) es la primera parte de la cornisa de un templo griego sobre la que se asienta el plano inclinado que conforma la sima. Está situada encima del friso al cual excede en longitud, pero no en anchura. Cornisa, friso y arquitrabe o epistilo, de arriba abajo, conforman el entablamento. 
El entablamento se apoya en las columnas, que se componen, asimismo, de capitel, fuste y basa. Todo el conjunto descansa sobre una planta en varias alturas, la primera de las cuales, inmediatamente bajo la columna, es conocida como estilóbato; así como las inferiores, estereobato.
En algunas ocasiones, el geison aparece con cimacio. En otras ocasiones aparece con un perfil cóncavo por arriba y convexo abajo, lo que le da el nombre de gola.